# Danala laxtaria
Danala laxtaria är en fjärilsart som beskrevs av Walker 1860. Danala laxtaria ingår i släktet Danala och familjen mätare. Inga underarter finns listade i Catalogue of Life.